# Olympische Sommerspiele 2008/Teilnehmer (Turkmenistan)
| Gelbes Symbol für Goldmedaillen mit stilisierten Olympischen Ringen | Graues Symbol für Silbermedaillen mit stilisierten Olympischen Ringen | Braundes Symbol für Bronzemedaillen mit stilisierten Olympischen Ringen |
| ------------------------------------------------------------------- | --------------------------------------------------------------------- | ----------------------------------------------------------------------- |
| —                                                                   | —                                                                     | —                                                                       |

Turkmenistan nahm an den Olympischen Sommerspielen 2008 in Peking mit sechs Athleten an vier Sportarten teil. 
Es waren die vierten Olympischen Sommerspiele für Turkmenistan.

## Flaggenträger
Der Judoka Guwanç Nurmuhammedow trug die Flagge Turkmenistans während der Eröffnungsfeier im Nationalstadion.

## Teilnehmer nach Sportarten

### Boxen
- Aliasker Başirow
Klasse bis 69 kg

### Gewichtheben
- Ümürbek Bazarbaýew
Klasse bis 62 kg
- Tolkunbek Hudaýbergenow
Klasse bis 62 kg

### Judo
- Guwanç Nurmuhammedow
Klasse bis 66 kg, Männer
- Nasiba Surkiýewa
Klasse bis 70 kg, Frauen

### Leichtathletik
- Amanmyrat Hommadow
Hammerwurf

### Schießen
- Ýekaterina Arabowa
Luftgewehr 10 Meter, Frauen

### Schwimmen
- Andreý Molçanow
50 m Freistil, Männer